# Allophylus domingensis
Allophylus domingensis là một loài thực vật có hoa trong họ Bồ hòn. Loài này được Alain mô tả khoa học đầu tiên năm 1980.